# Lorenzo Zazzeri
Lorenzo Zazzeri (n. 9 august 1994, Florența, Italia) este un înotător italian, medaliat olimpic. A participat la o ediție a Jocurilor Olimpice (2020) în care a câștigat o medalie de argint.